# Catharsius pseudooedipus
Catharsius pseudooedipus là một loài bọ cánh cứng trong họ Bọ hung (Scarabaeidae).